# 大脳皮質パターン形成解析
大脳皮質パターン形成解析（だいのうひしつパターンけいせいかいせき、Cortical_patterning）とは、大脳皮質のさまざまな機能領域がどのように生成され、どのような大きさや形になるのか、そして大脳皮質表面全体の空間的パターンがどのように規定されるのかを明らかにすることを目的とした発達神経科学の一分野である。

## 歴史
初期の脳病変研究では、大脳皮質の異なる部分が、視覚、体性感覚、運動機能といった異なる認知機能を担っていることが、1909年にコルビニアン・ブロードマンによって見事に示された。

## プロトマップ
今日、この分野では「プロトマップ」という考え方が支持されているが、これは初期胚段階における皮質領域の分子的な事前パターンである。プロトマップは、放射状グリア細胞として知られる大脳皮質の一次幹細胞を含む皮質脳室帯の特徴である。大脳皮質の正中線と端に戦略的に配置されたシグナル伝達中枢のシステムは、皮質原基の濃度勾配を確立する分泌シグナル伝達タンパク質を産生する。最初に面的同一性が確立された後、発達中の視床からの軸索は、軸索誘導の過程を経て大脳皮質の正しい面的目的地に到着し、シナプスを形成し始める。その後、多くの活動依存的な過程が、各領域の成熟において重要な役割を果たすと考えられている。